# Okak (gente)
Los Okak son un pueblo de África Central que vive en Camerún, Gabón y Guinea Ecuatorial. Son parte del grupo Fang.
En Guinea Ecuatorial, se encuentran principalmente en la región de Wele-Nzás.
En Gabón, están dispersos por la provincia de Ogooué-Ivindo, y comparten su existencia con otros pueblos en determinados pueblos. 
El pueblo Okak es conocido por su respeto por los lazos familiares y su apego a los valores tradicionales.

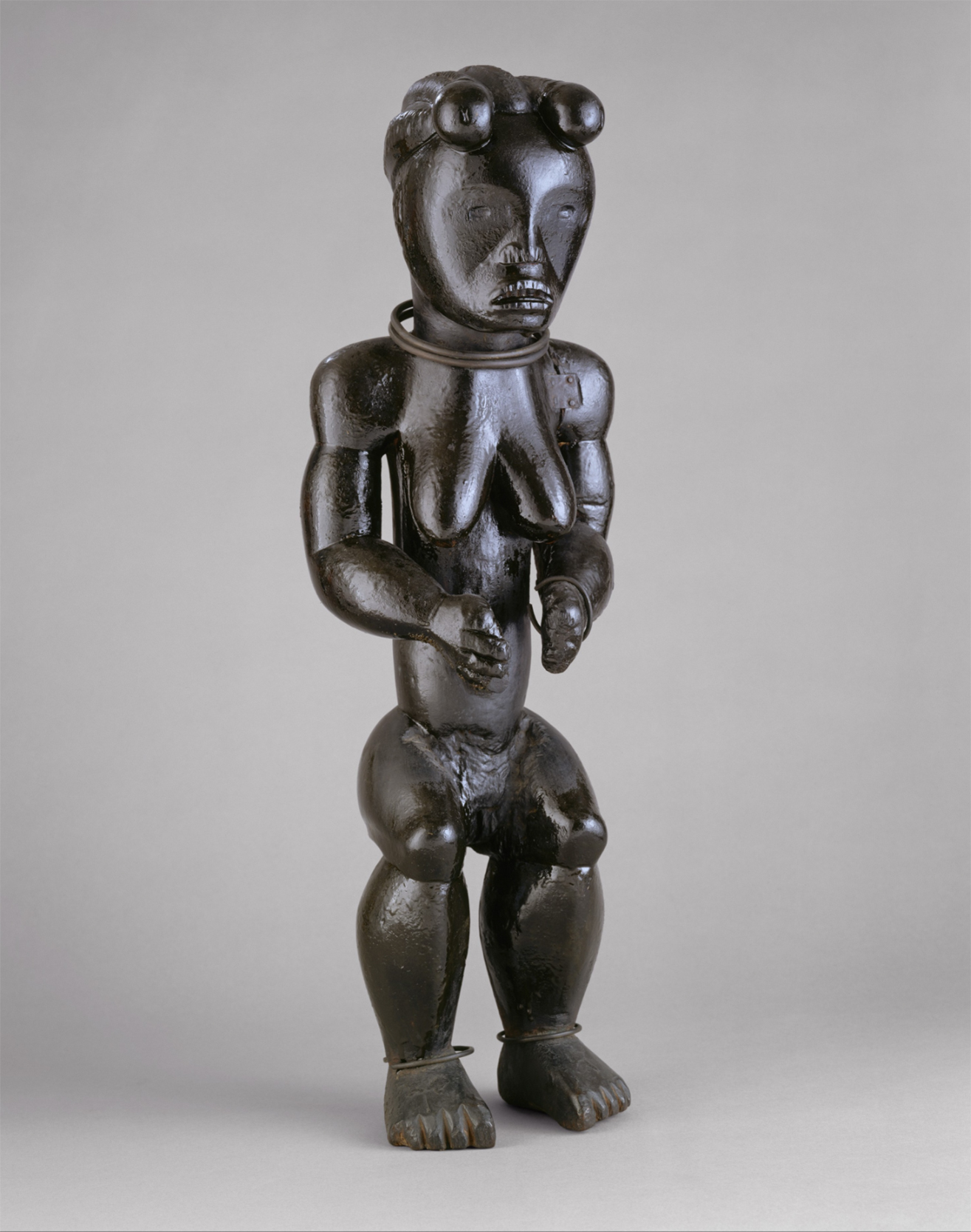
Estatua del antepasado Okak,
Museo Metropolitano de Arte

## Idioma
Su idioma es el Fang, una lengua bantú. 
En Guinea Ecuatorial hablan el dialecto Okak.
En Gabón, hablan el dialecto Ndzamane.

### Artículos relacionados
- Lista de grupos étnicos de África

- Datos: Q3350004